# Peter Haller (Wirtschaftswissenschaftler)
Peter Haller (* 1967) ist ein deutscher Wirtschaftsprüfer und Professor für Allgemeine Betriebswirtschaftslehre mit dem Spezialgebiet der Internationalen Rechnungslegung an der Hochschule Fulda und der Verwaltungs- und Wirtschaftsakademie Fulda.

## Werdegang
Haller studierte von 1989 bis 1995 Volks- und Betriebswirtschaftslehre an der Georg-August-Universität Göttingen und erlangte im Jahre 1994 den akademischen Grad des Diplom-Volkswirts und 1995 den des Diplom-Kaufmanns.
Nach seinem Studium absolvierte Haller im Jahre 1996 ein Forschungspraktikum im Office of the Comptroller and Auditor General in Harare, Simbabwe und 1997 beim Audit Service in Accra, Ghana. Er promovierte im Jahre 1997 zum Dr.rer.soc.oec. an der Wirtschaftsuniversität Wien mit der Arbeit zur Tätigkeit von Rechnungshöfen in Industrie- und Entwicklungsländern.
Anschließend war er bei der KPMG Deutsche Treuhandgesellschaft AG als Wirtschaftsprüfer tätig, bis er von 2000 bis 2002 bei der PWC Deutsche Revision AG als Manager agierte. Beide Wirtschaftsprüfungsgesellschaften zählen zu den sogenannten „Big Four“. Die Bestellung als Wirtschaftsprüfer erfolgte am 18. Februar 2003.
Seine Arbeitsschwerpunkte umfassen neben der Internationalen Rechnungslegung ebenso die Rechnungslegung nach HGB und Bilanzsteuerrecht. Zusätzlich befasst sich Haller mit derivativen Finanzinstrumenten und der Unternehmensbewertung.
Aktuell ist Haller sowohl an der Hochschule Fulda im Fachbereich Wirtschaft als auch an der Verwaltungs- und Wirtschaftsakademie Fulda als Hochschullehrer und Dozent für Allgemeine Betriebswirtschaftslehre mit dem Spezialgebiet der Internationalen Rechnungslegung tätig. Zudem ist er Mitglied beim Institut der Wirtschaftsprüfer, der Wirtschaftsprüferkammer, beim Deutschen Institut für Interne Revision und der Schmalenbach-Gesellschaft.
Peter Haller nahm am 8. November 2009 als Kandidat der SPD an der Oberbürgermeister-Wahl in Bitterfeld-Wolfen teil, erhielt jedoch nur 13,25 % der Stimmen.